# Séïdath Tchomogo
Séïdath Kenabe Tchomogo (ur. 28 lipca 1985 w Porto-Novo) – piłkarz beniński grający na pozycji pomocnika.

## Kariera klubowa
Karierę piłkarską Tchomogo rozpoczął w klubie Lions Natitingou i w jego barwach zadebiutował w 2003 roku w pierwszej lidze benińskiej. Przez 4 lata był podstawowym zawodnikiem Lions i w 2007 roku odszedł stamtąd do bahrańskiego East Riffa, gdzie także był członkiem wyjściowej jedenastki. W 2010 roku przeszedł do omańskiego zespołu Al-Oruba SC. W 2011 roku zdobył z nim Superpuchar Omanu.

## Kariera reprezentacyjna
W reprezentacji Beninu Tchomogo zadebiutował w 2003 roku. W 2004 roku zagrał we 2 spotkaniach Pucharu Narodów Afryki 2004: z Marokiem (0:4) i z Nigerią (1:2). W 2005 roku zagrał z kadrą U-20 na Mistrzostwach Świata U-20 w Holandii. W 2008 roku był podstawowym zawodnikiem Beninu w Pucharze Narodów Afryki 2008 i zagrał na nim w 3 spotkaniach: z Mali (0:1), z Wybrzeżem Kości Słoniowej (1:4) i z Nigerią (0:2). W 2010 roku w Pucharze Narodów Afryki 2010 także grał w podstawowym składzie i wystąpił w 3 meczach: z Mozambikiem (2:2), Nigerią (0:1) i z Egiptem (0:2).